# Slow Burn
"Slow Burn" é uma canção do músico britânico David Bowie. A faixa foi lançada como single principal do álbum Heathen, de 2002. A canção não foi lançada como single no Reino Unido, sendo que o primeiro single de Heathen no país foi "Everyone Says 'Hi'".